# Jumellea usambarensis
Jumellea usambarensis är en orkidéart som beskrevs av Jeffrey James Wood. Jumellea usambarensis ingår i släktet Jumellea och familjen orkidéer. Inga underarter finns listade i Catalogue of Life.